# Серхіо Вальдес
Серхіо Вальдес (ісп. Sergio Valdés, 22 червня 1935, Сантьяго — 2 квітня 2019, Альгарробо) — чилійський футболіст, що грав на позиції захисника.
Виступав, зокрема, за клуби «Депортес Магальянес» та «Універсідад Католіка», а також національну збірну Чилі, у складі якої став бронзовим призером чемпіонату світу 1962 року.

## Клубна кар'єра
У дорослому футболі дебютував 1954 року виступами за команду «Депортес Магальянес», в якій провів шість сезонів.
Своєю грою за цю команду привернув увагу представників тренерського штабу клубу «Універсідад Католіка», до складу якого приєднався 1960 року. Відіграв за команду із Сантьяго наступні шість сезонів своєї ігрової кар'єри та 1961 року з командою став чемпіоном Чилі.
Завершив ігрову кар'єру у команді «Ферровіаріос де Чилі», за яку виступав протягом сезону 1966 року.

## Виступи за збірну
22 березня 1957 року дебютував в офіційних іграх у складі національної збірної Чилі в матчі чемпіонату Південної Америки в Перу проти Колумбії (3:2). Згодом в рамках турніру він зіграв ще в іграх проти Еквадору та Уругваю і посів з командою 6 з 7 місце. У 1959 році він вдруге взяв участь у чемпіонаті Південної Америки, що цього разу пройшов в Аргентині. У цьому турнірі Вальдес виступав у всіх шести іграх і посів 5 місце.
Востаннє Вальдес зіграв за збірну 13 грудня 1961 року в товариському матчі проти Угорщини (0:0). Наступного року з командою поїхав на чемпіонат світу 1962 року у Чилі, на якому команда здобула бронзові нагороди, але на поле не виходив.
Загалом протягом кар'єри у національній команді, яка тривала 6 років, провів у її формі 17 матчів.
Помер 2 квітня 2019 року на 84-му році життя у місті Альгарробо від лейкемії, на яку хворів упродовж останніх років.

## Досягнення
- Чемпіонат Чилі: 1961
- Бронзовий призер чемпіонату світу: 1962